# (35229) Benckert
(35229) Benckert ist ein Asteroid des Hauptgürtels, der am 24. März 1995 vom deutschen Astronomen Freimut Börngen an der Thüringer Landessternwarte Tautenburg (Sternwarten-Code 033) in Thüringen entdeckt wurde.
Der Asteroid wurde am 26. Mai 2002 nach dem deutschen Hofbildhauer Johann Peter Benkert (1709–1765) benannt, der Skulpturen für den Fürstbischof von Bamberg schuf und ab 1746 an der Ausstattung von Schloss und Park Sanssouci arbeitete und in Potsdam als Gastwirt tätig war.